# Opeka kastélya
Opeka kastélya egy 17. századi főúri kastély Horvátországban, a Varasd megyei Vinicához tartozó Marčan településen.

## Fekvése
A Horvát Zagorje északi részén, Marčan központjától délre egy 64 hektáros arborétum területén található.

## Története
A kastélyt a 17. század második felében építették, nevét (opeka = tégla) valószínűleg egy egyszerű téglavetőről kapta, melynek a helyén ma egy kis tó található. Építtetője a Keglevich család volt, melyről a bejárat feletti, 1674-ből származó felirat tanúskodik:
„16 COMES SVPREMVS COMITATVS THORNENS IE EQVES AVTRATVS 74
NICOLAVS KEGLEVICH DE BVSIN EVA CZOBOR CHARI CON IVOES HASAE DES EXTRVXERVUNT SIBI SVAEVE POSTERITATI”
Ez alapján Keglevich III. Miklós és felesége Czobor Éva építtette. Későbbi tulajdonosai a Nádasdyak, a Draskovichok és a báró Mlakovečki család voltak. A kastély kezdetben U alakú volt, mely a barokk korszakban megszokott forma volt. A zelendvori uradalom része volt. 
Mivel Draskovich Ferenc grófnak nem volt fiú örököse Ferdinanda lányának kezével a birtok 1852-ben Bombelles Márk gróf tulajdona lett. 1856-ban a gróf a kastélyt historikus stílusban átépíttette, ekkor kapta mai késő gótikus külsejét. Tornyot és teraszt építtetett hozzá, míg a belső udvart árkádos folyosókkal látta le, melyeket később elfalaztak. 1860 körül kezdődött a park angol mintára történő átépítése és egzotikus fafajtákkal való betelepítése is. A Bombelles grófok telepítették az első fácánokat Horvátországba és kezdték el a tervszerű vadgazdálkodást. Gyakran voltak vendégeik az osztrák-magyar főurak, akik közül Ferenc Ferdinánd trónörökös hét alkalommal vendégeskedett itt, de megfordult itt Karađorđević Sándor szerb király is. A kastély újabb átépítési és bővítési munkálatai 1910-ig tartottak. 
A második világháború idején a kastély és a park is sértetlen maradt. A Bombelles család egészen 1945-ig birtokolta, amikor állami tulajdonba, a horvát közigazgatás és a varasdi erdőgazdaság igazgatása alá került. A grófi családnak 1946. májusában kellett kiköltöznie az épületből. A bútorok egy részét Ferdinandina, Marchant Et d 'Ansembourg grófnő, ifjabb Mark Bombelles akkor holland állampolgárságú lánya mentette meg. Néhány puskát a háború alatt az usztasák, a többit, ideértve Miksa mexikói császár vadászgyűjteményét is a kommunisták vitték el. A fegyvereknek családhoz történő visszaküldésének kísérlete sikertelen maradt.
A Bombelles család utolsó tagja Joseph 1954-ben hagyta el Horvátországot és előbb Németországban, majd Amerikában telepedett le. Ezzel véget ért a család 102 éves horvátországi története. A második világháború után a kastélyt különböző célokra használták. Az államosítás után zelendvori vadászatainak idejére Josip Broz Tito számára rendezték be. Kisebb átalakítások történtek az épületen is, de Tito maga csak keveset tartózkodott itt. Ezt követően iskolát helyeztek el benne. 1958. szeptember 1-jén kertészeti iskola nyílt a falai között, majd a kastéllyal szembeni új iskolaépület felépülése után kollégiumot alakítottak ki benne.  Többször is voltak kezdeményezések az elhagyott kastély újjáépítésére. Így az 1960-as évek végén fontolták a Varaždin Történeti Levéltár anyagának ide helyezését. 1969-ben a Horvát Restaurátor Intézet koncepcionális terveket készített a felújításról, de ez nem történt meg. A nyolcvanas években új tervek születtek, ezúttal a Vinicai Opeka Arborétum igényeinek megfelelően. A munkálatok megkezdéséhez szükséges pénzeszközök egy részét biztosították, de további források hiányában a munkálatokat megszakították, és a kastély állapota tovább romlott. A kastély és az arborétum 2007 decembere óta a Horvát Köztársaság védett kulturális értéke. Ugyanettől az évtől az arborétum fenntartását és igazgatását a Varasd megyei védett természeti értékek kezelésével foglalkozó közintézmény és Vinica önkormányzata végzi. A kastély ma már nagyon rossz, romos állapotban van.

## Galéria
- A kastély a 19. század végén
- A kastélybelső a 19. század végén
- A kastélybelső a 19. század végén
- Képeslap a 20. század elejéről

## Fordítás
Ez a szócikk részben vagy egészben  az   Opeka (dvorac) című horvát Wikipédia-szócikk ezen változatának fordításán alapul.  Az eredeti cikk szerkesztőit annak laptörténete sorolja fel. Ez a jelzés csupán a megfogalmazás eredetét és a szerzői jogokat jelzi, nem szolgál a cikkben szereplő információk forrásmegjelöléseként.